# 李汶翰
李汶翰（英語：Li Wen Han，1994年7月22日—），出生於浙江省杭州市，中國大陸流行樂男歌手、演員。2014年10月16日以五人男子團體UNIQ出道，為隊內主唱、門面。2019年參加選秀節目《青春有你》，於限定組合UNINE出道，為隊長、主唱、中心位、全能擔當，並於隔年10月6日解散。2021年7月17日，發行首張個人EP《汶》。

## 經歷

### 早年經歷
1994年7月22日，出生於浙江省杭州市。畢業於杭州市學軍小學、杭州市第十三中學，15歲時至美國留學。後來為了音樂，放棄美國留學的機會。回國後，因為唱功扎實，被樂華娛樂看中，成為其公司旗下的練習生，舞蹈從零學起。除此之外，從小學習游泳，曾參加過杭州少年游泳比賽等多個比賽並獲得獎項，其專業古典吉他水平也達到九級。

### 出道前
2013年，以韓庚師弟身份參加江蘇衛視星跳水立方，最終止步半決賽。

### 2014年：UNIQ出道
2014年9月22日，為UNIQ第四個公開成員 ；10月16日，隨組合在韓國Mnet音樂節目《M! Countdown》表演出道單曲《Falling in love》，在韓國正式出道。10月24日，隨組合為美國動作冒險電影《忍者神龜：變種時代》演唱主題曲《Born To Fight》。11月7日，演唱美國喜劇動畫冒險電影《馬達加斯加的企鵝》中文版主題曲《Celebrate》。11月25日，在北京舉行出道FAN MEETING，正式在中國出道。

### 2015年-2018年：迷你專輯《EOEO》、韓綜《你好，China》、《熱血書院》OST
2015年4月24日，隨組合UNIQ發行第一張迷你專輯《EOEO|EOEO優+》，並在中國、日本、泰國等地舉行一週年世界巡迴粉絲見面會。
2016年4月，開始擔任韓國綜藝脫口秀節目《你好，China》的固定嘉賓。7月，參加東方衛視真人秀《星球者聯盟》，為固定成員。
2018年5月，參演青春校園劇《熱血狂籃》於愛奇藝播出；首次擔綱男主角愛情偶像劇《想看你微笑》於優酷播出。7月，主演懸疑古裝劇《熱血書院》，並演唱電視劇OST，片尾曲《天荒不朽》及插曲《一直在心上》。

### 2019年-2020年：《命懸一線的浪漫》OST、綜藝《一路成年》、綜藝《完美的夏天》、主持《宇宙打歌中心》
2019年1月，參加《愛奇藝》《青春有你》，最終以第一名進入限定團UNINE，隔年10月6日合約到期解散離隊。
2019年8月，與其父親李劍一同參加綜藝《一路成年》。9月，主演科幻愛情劇《命懸一線的浪漫》於愛奇藝播出，並演唱電視劇OST，片頭曲《星之召喚》與片尾曲《這一天》。
2020年8月，參加東方衛視綜藝《完美的夏天》，並作詞演唱同名主題曲《完美的夏天》。11月，主持優酷打歌節目《宇宙打歌中心》。12月，參與節目《追光吧！哥哥》、《我就是演員第三季》。

### 2021年：個人首張EP《汶》、綜藝《完美的夏天2》
2021年4月，參加東方衞視音樂廠牌對抗秀《金曲青春》，並擔任樂華家族廠牌家族擔當。6月，參加東方衛視綜藝《完美的夏天2》。7月17日，發行首張個人EP《汶》；同月社會現實題材喜劇電影《我們的新生活》上映，在《廣場恩仇錄》單元飾演黃笑。

### 2022年：電影《遇見你》
2022年1月16日，主演電視劇《泳往直前》在杭州奧體中心開機。8月4日，主演電影《遇見你》上映。

## 音樂作品

### EP
| 單曲 # | 單曲資料                                            | 曲目                                         |
| 1st    | 《天荒不朽》 - 發行日期：2018年7月15日 - 語言：中文 | 曲目 1. 天荒不朽 2. 一直在心上 (feat.辛曉琪) |
| 2nd    | 《汶》 - 發行日期：2021年7月17日 - 語言：中文、英語 | 曲目 1. Darlin 2. 溯 3. 唯一认可的爱         |

### 個人單曲
| 发布时间      | 曲目      | 备注                                |
| 2019年6月17日 | 軟糖沙灘  | 網絡劇《追球》角色曲                |
| 2019年9月6日  | 这一天    | 網絡劇《命懸一線的浪漫》主題曲      |
| 2019年9月10日 | 星之召唤  | 網絡劇《命懸一線的浪漫》片頭曲/插曲 |
| 2020年5月6日  | BadBadBad | UNINE专辑《U-Night Flight》个人單曲 |
| 2022年7月4日  | 遇见你    | 电影《遇见你》推广曲                |

### 其他單曲
| 发布时间       | 曲目               | 合作藝人                                               | 备注                                   |
| 2016年7月      | 星球高手           | 陳建州、田明鑫、王匡、梁超、王迅、馮瀚圃、王燕陽、劉燁 | 篮球对战励志真人秀《星球者聯盟》主題曲 |
| 2019年6月17日  | 追光的你（男生版） | 范世錡、黃聖池、朱元冰、李希侃                         | 網絡劇《追球》主題曲                   |
| 2020年4月27日  | 看你看我           | 古力娜扎                                               | 綜藝《喜歡你我也是2》主題曲            |
| 2020年8月22日  | 被風吹過的夏天     | 阿雲嘎、吴宣儀、黃新淳、金子涵                         | 綜藝《完美的夏天》主題曲               |
| 2020年11月7日  | 完美的夏天         | 綜藝《完美的夏天》                                     | 作詞人，同名《完美的夏天》             |
| 2020年12月20日 | 宇宙出發           | 黃明昊、胡春楊、陳昕葳、沈夢辰                         | 《宇宙打歌中心》主題曲                 |

## 影視作品

### 電視劇/網絡劇
| 开播日期      | 播放平台   | 劇名             | 角色   | 備注       |
| 2018年5月16日 | 愛奇藝網劇 | 熱血狂籃         | 裴晨皓 | 男配角     |
| 2018年5月29日 | 優酷網劇   | 想看你微笑       | 舒湛   | 第一男主角 |
| 2018年7月4日  | 優酷網劇   | 熱血書院         | 李璟玉 | 男配角     |
| 2019年6月17日 | 愛奇藝網劇 | 追球             | 雲高洋 | 男配角     |
| 2019年9月6日  | 愛奇藝網劇 | 命懸一線的浪漫   | 劉星語 | 男主角     |
| 2023年9月24日 | 浙江衛視   | 泳往直前         | 周漁   | 男主角     |
| 2024年        |            | 唐朝诡事录之西行 | 姜威   |            |
| 2025年        |            | 烽影燃梅香       | 梅亭君 |            |

### 電影
| 上映日期      | 片名         | 角色   | 備注   |
| 2016年4月29日 | 夢想合伙人   | 快遞員 |        |
| 2021年7月23日 | 我们的新生活 | 黄笑   |        |
| 2022年8月4日  | 遇見你       | 周灿   | 男主角 |
| 2024年5月17日 | 你就在我身邊 | 沈家白 | 男主角 |
|               | 音為有夢     | 非凡   | 男主角 |

## 綜藝節目
| 日期                                       | 播放平台       | 综藝名稱                           | 備注                         |
| 2013年4月14日、5月17日                     | 江蘇衛視       | 《星跳水立方》                     |                              |
| 2015年2月19日                              | MBC            | 《MBC偶像明星運動會》              | 曹承衍                       |
| 2015年2月20日                              | MBC            | 《MBC偶像明星運動會》              | 男子籃球                     |
| 2015年8月10日                              | MBC            | 《MBC偶像明星運動會》              | 周藝軒                       |
| 2015年8月18日、9月15日、9月22日            | KBS2           | 《我們小區藝體能》                 |                              |
| 2016年2月17日                              |                | 第5屆Goan Chart K-POP Award        | 特別MC                       |
| 2016年4月16日                              | TV朝鮮         | 《你好，中國》                     | 金聖柱                       |
| 2016年4月23日                              | 浙江衛視       | 《一路上有你》第二季               | 周藝轩、王一博               |
| 2016年7月21日                              | 東方衛視       | 《星球者聯盟》                     | 第一期至第八期               |
| 2016年7月31日、8月14日                     | 四川衛視       | 《咱們穿越吧》第二季               |                              |
| 2016年9月19日、9月26日                     | 浙江衛視       | 《言值大作戰》                     |                              |
| 2017年11月1日                              | 淘寶           | 《滴！粉絲卡》                     | 周藝軒、劉維                 |
| 2017年11月2日                              | 淘寶           | 《滴！粉絲卡》                     | 周藝軒、汪蘇瀧               |
| 2017年11月4日                              | 中國中央電視台 | 《我要上春晚》                     |                              |
| 2017年11月9日                              | 淘寶           | 《滴！粉絲卡》                     |                              |
| 2018年3月27日                              | 淘寶           | 《滴！粉絲卡》                     | 周藝軒、高昕、吳岳卿、潘志航 |
| 2018年5月18日                              | 芒果TV         | 《密室逃脫·暗夜古宅》              | 第六篇                       |
| 2018年8月5日                               | 湖南衛視       | 《天天向上》                       | 周藝轩、程瀟                 |
| 2019年1月23日、2月2日                      | 愛奇藝         | 《青春藝能學院》                   | 第一期、第二期               |
| 2019年1月21日 - 4月6日                     | 愛奇藝         | 《青春有你》                       | 訓練生，UNINE C位&隊長       |
| 2019年4月13日、4月20日                     | 愛奇藝         | 《青春藝能學院》                   | 第十一期、第十二期           |
| 2019年5月9日                               | 愛奇藝         | 《UNINE蹦吧》                      | 固定                         |
| 2019年7月4日、7月11日                      | 愛奇藝         | 《Vlog營業中》                     | 第一期、第二期               |
| 2019年7月18日                              | 愛奇藝         | 《UNINE蹦吧－夏日季》              | 固定                         |
| 2019年8月27日                              | 芒果TV         | 《一路成年》                       | 固定                         |
| 2019年9月15日、10月6日、10月13日、10月24日 | 湖南衛視       | 《神奇的漢字》                     | 藍隊-隊長                    |
| 2019年10月12日                             | 騰訊視頻       | 《超新星全運會》第二季             | 運動員                       |
| 取消播出                                   | 浙江衛視       | 《追我吧》                         | 第四期、第七期、第十期       |
| 2020年1月11日                              | 騰訊視頻       | 《吐槽大會》第四季                 |                              |
| 2020年1月11日、1月18日                     | 中國中央電視台 | 《直通春晚》                       | 歌舞《龍拳》《最好的舞台》   |
| 2020年1月27日                              | 中國中央電視台 | 《開門大吉》                       | 演唱《龍的傳人》《十二生肖》 |
| 2020年1月31日                              | 愛奇藝         | 《潮流合伙人》                     | 第九期                       |
| 2020年2月16日                              | 浙江衛視       | 《我们宅一起》                     | 第二期                       |
| 2020年2月27日                              | 愛奇藝         | 《宅家猜猜猜》                     |                              |
| 2020年3月15日                              | 浙江衛視       | 《天賜的聲音》                     | 第三期                       |
| 2020年4月25日                              | 中國中央電視台 | 《希望搜索詞》                     |                              |
| 2020年4月29日                              | 愛奇藝         | 《喜欢你我也是 (第二季)》          | 固定                         |
| 2020年5月1日                               | 湖南衛視       | 《我家那閨女》第二季               | 第十二期                     |
| 2020年5月8日、6月12日                      | 湖南衛視       | 《笑起来真好看》                   | 第一期、第六期、第十二期     |
| 2020年6月25日                              | 中國中央電視台 | 《音樂公開课》                     | 演唱《人間西湖》             |
| 2020年7月9日                               | 愛奇藝         | 《未知的餐桌》                     | 第四期                       |
| 2020年8月14日                              | 騰訊視頻       | 《超新星運動會》第三季             | 運動員                       |
| 2020年8月22日                              | 東方衛視       | 《完美的夏天》                     | 固定                         |
| 2020年9月1日                               | 騰訊視頻       | 《榮耀美少女》第二季               | 明星助理人                   |
| 2020年9月17日                              | 騰訊視頻       | 《2020超级企鹅联盟super3：星斗场》 | 固定                         |
| 2020年10月4日                              | 湖南衛視       | 《青春在大地》                     | 第五期                       |
| 2020年10月8日                              | 東方衛視       | 《我們在行動》                     | 第十一期、第十二期           |
| 2020年11月22日                             | 优酷           | 《宇宙打歌中心》                   | 新歌推送员（队长、主持人）   |
| 2020年12月5日                              | 优酷           | 《追光吧！哥哥》                   | 固定嘉賓                     |
| 2020年12月12日                             | 浙江衛視       | 《我就是演员第三季》               | 固定嘉賓                     |
| 2020年12月12日                             | 中國中央電視台 | 《我要上春晚》                     | 助梦嘉宾                     |
| 2021年3月4日-2021年6月12日                 | 東方衛視       | 《金曲青春》                       | 固定，樂華家族代表           |
| 2021年6月19日-2021年8月29日                | 東方衛視       | 《完美的夏天2》                    | 固定                         |
| 2021年8月6日、8月13日                      | 愛奇藝         | 《萌探探探案》                     | 第十二期、第十三期           |
| 2021年11月7日                              | 愛奇藝         | 《闪电咖啡馆》                     | 第十八期                     |
| 2021年12月24日                             | 北京衛視       | 《冬夢之約2》                      | 第四期                       |
| 2022年                                     | 愛奇藝         | 《做家务的男人（第四季）》         | 固定嘉宾                     |

## 晚會
| 日期           | 播放平台                        | 晚會名稱                             | 備注                                                                          |
| 2020年1月24日  | 中央廣播電視總台                | 《中央廣播電視總台春節聯歡晚會》     | 歌舞《青春的起點》                                                            |
| 2020年5月5日   | 江蘇衛視                        | 55聚划算盛典                         | 《你的答案+站在一起》大張偉、薛之謙、萬茜、韓雪、劉敏濤、醫護人員 合唱        |
| 2020年8月18日  | 東方衛視                        | 818超级秀                            | 《被風吹過的夏天》阿雲嘎、吳宣儀 合唱                                         |
| 2020年10月1日  | 中國中央電視台                  | 江山如歌國慶音樂會                   | 《我和2035有個約》王博文、李宸希 合唱                                         |
| 2020年12月31日 | 北京衛視                        | 環球跨年冰雪盛典                     | 唱跳《Bad Bad Bad》，《相思》毛阿敏 合唱，《思念》毛阿敏、尤長靖、馬伯騫 合唱 |
| 2020年12月31日 | 東方衛視                        | 夢圓跨年盛典                         | 唱跳《Bad Bad Bad》，《致愛麗絲》朱正廷 合唱                                  |
| 2021年2月10日  | 東方衛視                        | 新春潮樂會                           | 演唱《想去海邊》，《有點甜》吳宣儀、黃新淳、金子涵 合唱                       |
| 2021年2月12日  | 浙江衛視、東方衛視、北京衛視等  | 中國文聯百花迎春春晚                 | 《堅信愛會贏》陳都靈、李蘭迪、周雨彤、袁冰妍、張銘恩、郭俊辰等 合唱           |
| 2022年2月1日   | 河南衛視、江蘇衛視、北京衛視 等 | 百花迎春中國文學藝術界2022春節大聯歡 | 《虎虎生風開新年》李一桐、曾舜晞等 合唱                                       |

## 音樂節
| 日期          | 音樂節名称                  | 表演曲目                                                    |
| 2021年8月1日  | 西安歡樂谷瑪雅海灘MYA音樂節 | 《需要人陪》、《知足》、《Darlin》                          |
| 2021年12月6日 | 國潮音樂嘉年華              | 《怎麼了》、《Darlin》、《Luv again》、《大城小愛》、《溯》 |

## 獲獎記錄
| 日期           | 獎項名稱                       | 獲獎作品 | 结果 |
| 2021年3月2日   | 費加羅風尚盛典年度風尚風格突破 |          | 獲獎 |
| 2021年11月11日 | TMEA年度最佳舞台演繹           |          | 獲獎 |
| 2021年11月19日 | 新浪時尚風格大賞年度突破藝人   |          | 獲獎 |
| 2021年12月28日 | 2021鳳凰網時尚之選年度先鋒歌手 |          | 獲獎 |
| 2021年12月30日 | 華語音樂打歌中心年度打歌熾熱MV | 《溯》   | 獲獎 |

## 电台
| 日期                     | 電台      | 節目名稱     |
| 2014年11月15日、11月22日 | MBC Music | 《偶像本色》 |